# عبدالله بن حمد العطیه
عبدالله بن حمد العطیه سیاست‌مدار و مدیر ارشد اجرایی قطری است، که از ۱۹۹۹ تا ۲۰۰۱ وزیر صنایع و انرژی قطر بود و در فاصله سالهای ۲۰۰۷ تا ۲۰۱۱ به‌عنوان معاون نخست وزیر این کشور فعالیت می‌کرد.